# Калашников Сергій Григорович
Сергі́й Григо́рович Кала́шников (1906—1984) — радянський фізик, доктор фізико-математичних наук, професор.

## З життєпису
Народився 1906 року в місті Миколаїв в сім'ї адвоката. 1930-го закінчив Московський державний університет. Працював на фізичному факультеті понад 30 років. Асистент, доцент, професор. Завідувач кафедр загальної фізики (1948—1953) та фізики напівпровідників (1953—1961).
1961 року перейшов на роботу в Інститут радіотехніки та електроніки АН СРСР. Створив та очолив відділ фізики напівпровідників; керував ним до останніх днів життя.
Автор підручників: «Електрика» (1964) та «Фізика напівпровідників» (1977, у співавторстві з В. Л. Бонч-Бруєвичем).

## Нагороди
- Сталінська премія
- Державна Премія СРСР
- Орден Леніна
- три ордени Трудового Червоного Прапора
- медалі
- Заслужений діяч науки і техніки РРФСР.